# Burmeistera hammelii
Burmeistera hammelii är en klockväxtart som beskrevs av Robert Lynch Wilbur. Burmeistera hammelii ingår i släktet Burmeistera och familjen klockväxter.
Artens utbredningsområde är Panamá. Inga underarter finns listade i Catalogue of Life.